# Royal Society of Victoria

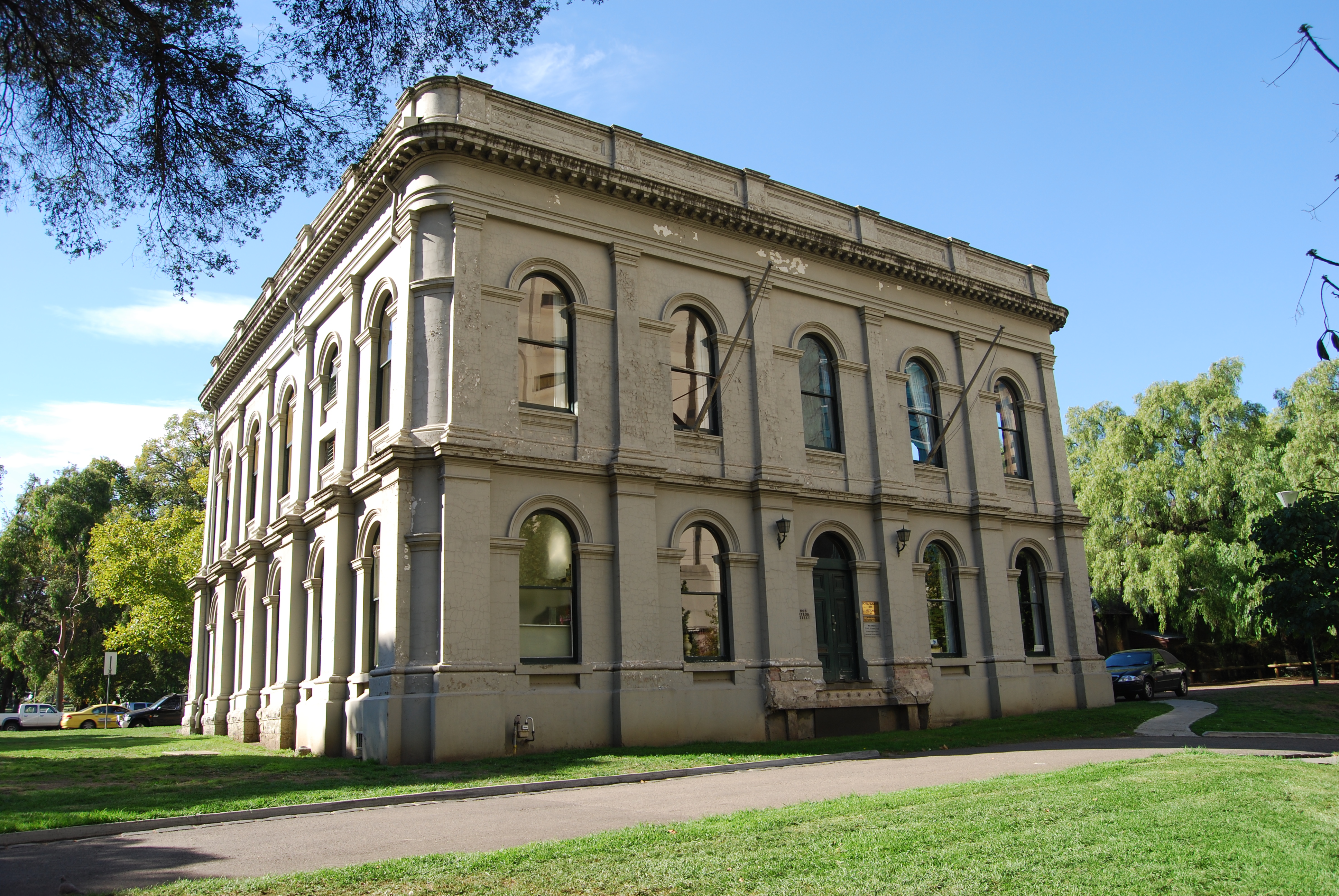
Hauptquartier der Royal Society of Victoria in Melbourne

Die Royal Society of Victoria (R.S.V.) ist die älteste Gelehrtengesellschaft im australischen Bundesstaat Victoria.
Die Gesellschaft  wurde 1859 durch einen Zusammenschluss der Philosophical Society of Victoria (Antrittspräsident war Captain Andrew Clarke) und dem Victorian Institute for the Advancement of Science (Antrittspräsident war Sir Redmond Barry), die beide 1854 gegründet wurden. Der erste Präsident der R.S.V. war Ferdinand von Mueller, der zu der Zeit Botaniker im Dienste der Regierung war.
Die Gesellschaft nahm eine wichtige Rolle in Melbourne und Victoria ein. So gründete sie das Melbourne Museum, richtete Nationalparks ein, organisierte die Expedition von Burke und Wills im Jahre 1860, berief das erste Australische Antarktis-Forschungs-Komitee im Jahre 1885 und gründete 1978 das Victorian Institute of Marine Sciences (seit 1996 das Marine and Freshwater Resources Institute). Es ist immer noch aktiv mit monatlich abgehaltenen Treffen in seinem historischen Hauptquartier an der Victoria Street in Melbourne.

## Präsidenten (Auswahl)
- 1859: Ferdinand von Mueller
- 1860–1863: Henry Barkly
- 1864: Frederick McCoy
- 1865: John Bleasdale
- 1866–1884: Robert L.J. Ellery
- 1885–1900: William Charles Kernot
- 1901: James Jamieson
- 1902: Edward John White
- 1903: John Dennant
- 1904: Walter Baldwin Spencer
- 1905: George Sweet
- 1906: Edward John Dunn
- 1908–1909: Pietro Baracchi
- 1910–1911: Ernest Willington Skeats
- 1912–1913: John Shephard
- 1914–1915: Thomas Sergeant Hall
- 1920–1921: Alfred James Ewart
- 1924: Thomas H. Laby
- 1925–1926: Joseph M. Baldwin
- 1927–1928: Wilfred Eade Agar
- 1929–1930: Frederick Chapman
- 1933–1934: William J. Young
- 1945–1946: John King Davis
- 1953–1954: Frank Leslie Stillwell
- 1963–1964: Richard Pescott
- 1967–1968: Phillip Law
- 2007–2010: Graham D. Burrows[1]
- 2010-    : Lynne Selwood[2]